# Estación de Tarrasa-Naciones Unidas
Tarrasa-Naciones Unidas (Can Roca en el proyecto constructivo y Terrassa-Nacions Unides oficialmente y en catalán) es una estación subterránea de ferrocarril suburbano y cabecera de la línea S1 (Metro de Tarrasa) de la Línea Barcelona-Vallés de FGC en el norte de la localidad de Tarrasa. La estación se abrió al público el 29 de julio de 2015, celebrándose las jornadas de puertas abiertas el día anterior. La estación, antes llamada Can Roca, cambió de nombre debido a su situación cerca del parque de las Naciones Unidas, el tercero más grande de la ciudad. En 2018 registró un tráfico de 531 754 usuarios.

## Situación ferroviaria
Se ubica en el punto kilométrico 23,852 de la línea férrea de ancho internacional Las Planas-Tarrasa. El tramo es de vía doble y está electrificado.

## Historia
La estación se inauguró el 28 de julio de 2015, con la apertura de la línea entre las estaciones de Tarrasa-Rambla y Tarrasa-Naciones Unidas, entrando en servicio comercial el 29 de julio.

## La estación[1]
Se encuentra en el subsuelo de la Avenida del Parlamento entre la Avenida Béjar y las calles Arenys de Mar y Sabadell. La estación se sitúa en un recinto rectangular entre pantallas, con 5 plantas intermedias destinadas a aparcamiento (plantas -1 a -5) entre el nivel de la calle y el de las vías, aunque el aparcamiento inicialmente no está en explotación. El acceso a la estación se realiza desde el noreste entre las avenidas Béjar y Parlamento, por escaleras fijas y una escalera mecánica de subida. Además, hay un ascensor en la acera oeste del mismo cruce que también bajará hasta el vestíbulo principal (nivel -3). El vestíbulo de la estación dispone de las máquinas de venta de billetes, las barreras tarifarias de control de acceso y se prevé un local destinado a bar, con un lavabo adaptado. En este nivel vestíbulo también se prevé un paso hacia el aparcamiento, además de existir un espacio para el jefe de estación y otras dependencias como el CCTV, almacén y aseo adaptado a PMR. Asimismo dispone de un espacio previsto para zona de aparcamiento de 50 bicicletas con un recinto para su reparación. Desde el vestíbulo principal (nivel -3) sale un tramo de escalera fija y una escalera mecánica de subida que llevan hasta el vestíbulo intermedio (nivel -5). Un ascensor enlaza directamente el vestíbulo principal con el vestíbulo intermedio y el andén. El nivel -5 acoge instalaciones, como es la ventilación de los túneles. Del vestíbulo intermedio hay una escalera fija y una escalera mecánica de subida hasta el andén, accediendo a esta prácticamente por el extremo lado Tarrasa Rambla. Desde el acceso a la estación por la avenida Béjar con Parlamento hasta el andén hay un desnivel total de 19,81 metros. Los trenes circulan por el nivel más profundo formado por las dos vías generales y un andén central doble de 80 metros de longitud (no ampliables) y una anchura de 11,08 metros. La altura de este nivel es de 5,25 metros,  (3,35 metros desde el nivel del andén). En el extremo del andén por el lado del depósito de trenes hay una salida de emergencia. En la entrada de la estación hay una aguja diagonal entre la vía 1 y la vía 2 y en la salida una aguja doble entre las dos vías.
Al final de la línea están las cocheras y depósito de trenes de Can Roca, a 41 metros de profundidad en perpendicular a la autovía orbital o Cuarto Cinturón (B-40), formado por cuatro vías, tres andenes de servicio y una capacidad total de 8 trenes de 4 coches. El depósito de trenes tiene acceso desde el exterior por un camino, un montacargas y una escalera fija y dispone de vestuarios, ventiladores de extracción y un espacio para una  futura subestación eléctrica. El depósito de trenes fue el pozo de ataque de las tuneladoras, donde en enero de 2009 se inició la perforación de los dos túneles hacia Tarrasa Rambla.

## Servicios ferroviarios
El horario de la estación se puede descargar del siguiente enlace. El plano de las líneas del Vallés en este enlace. El plano integrado de la red ferroviaria de Barcelona puede descargarse en este enlace.
| << cabecera                   | < estación                                          | línea | estación > | cabecera >> |
| ----------------------------- | --------------------------------------------------- | ----- | ---------- | ----------- |
| Línea Barcelona-Vallés de FGC |                                                     |       |            |             |
| Barcelona-Plaza de Cataluña   | Tarrasa-Estación del Norte (Correspondencia con , ) |       | Terminal   | Terminal    |

## Galería de imágenes

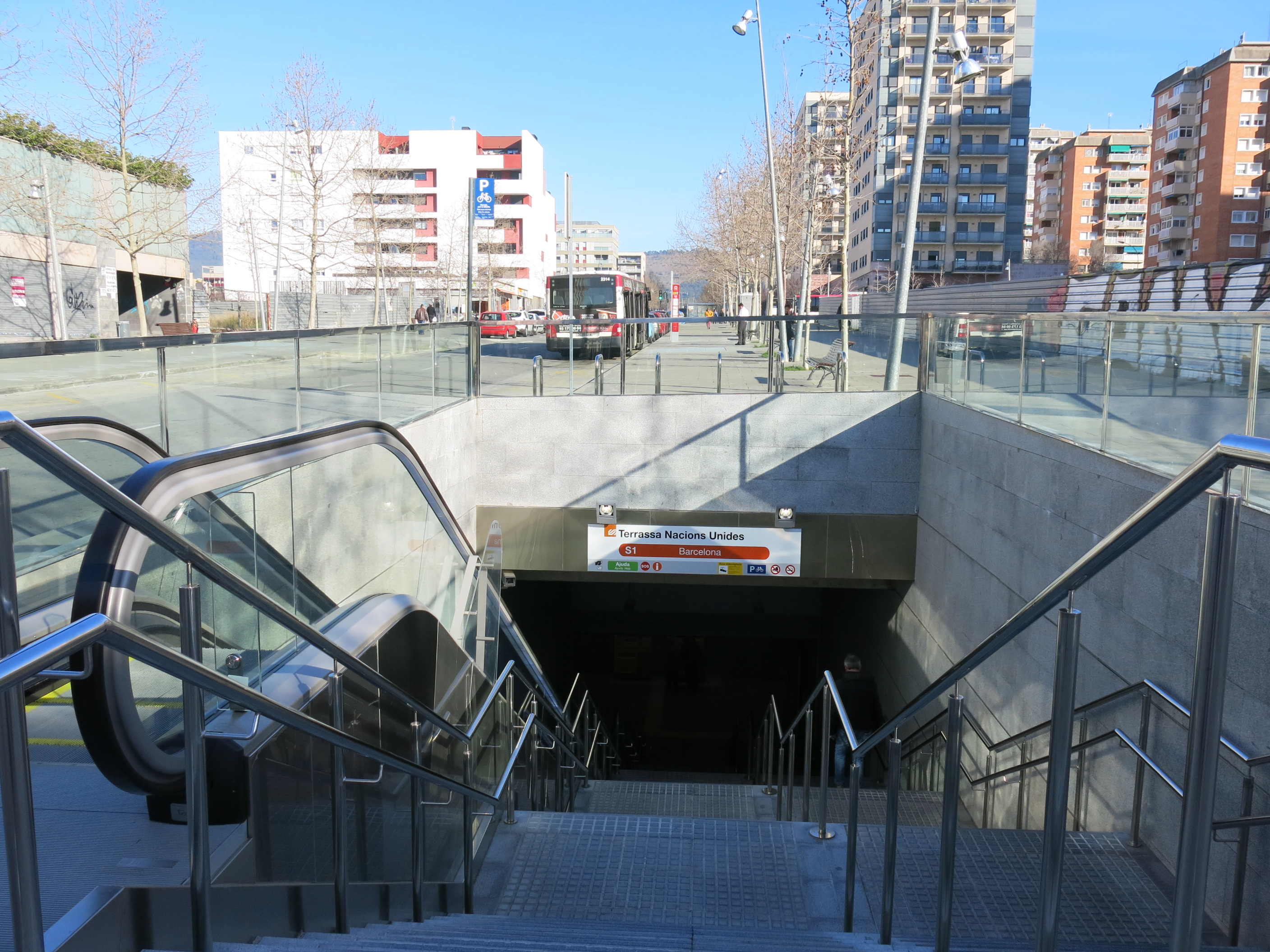
Accesos a la estación
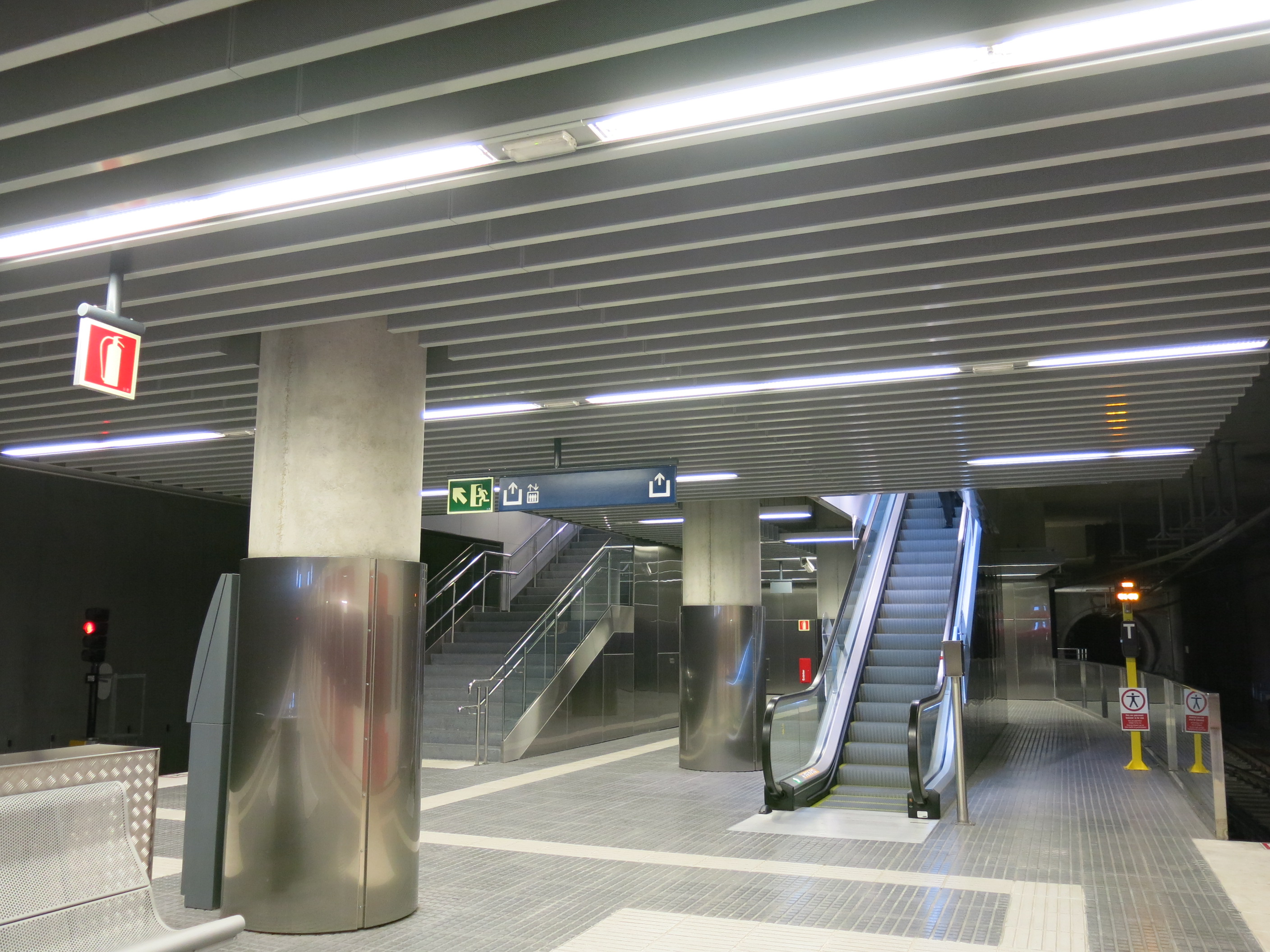
Acceso al andén
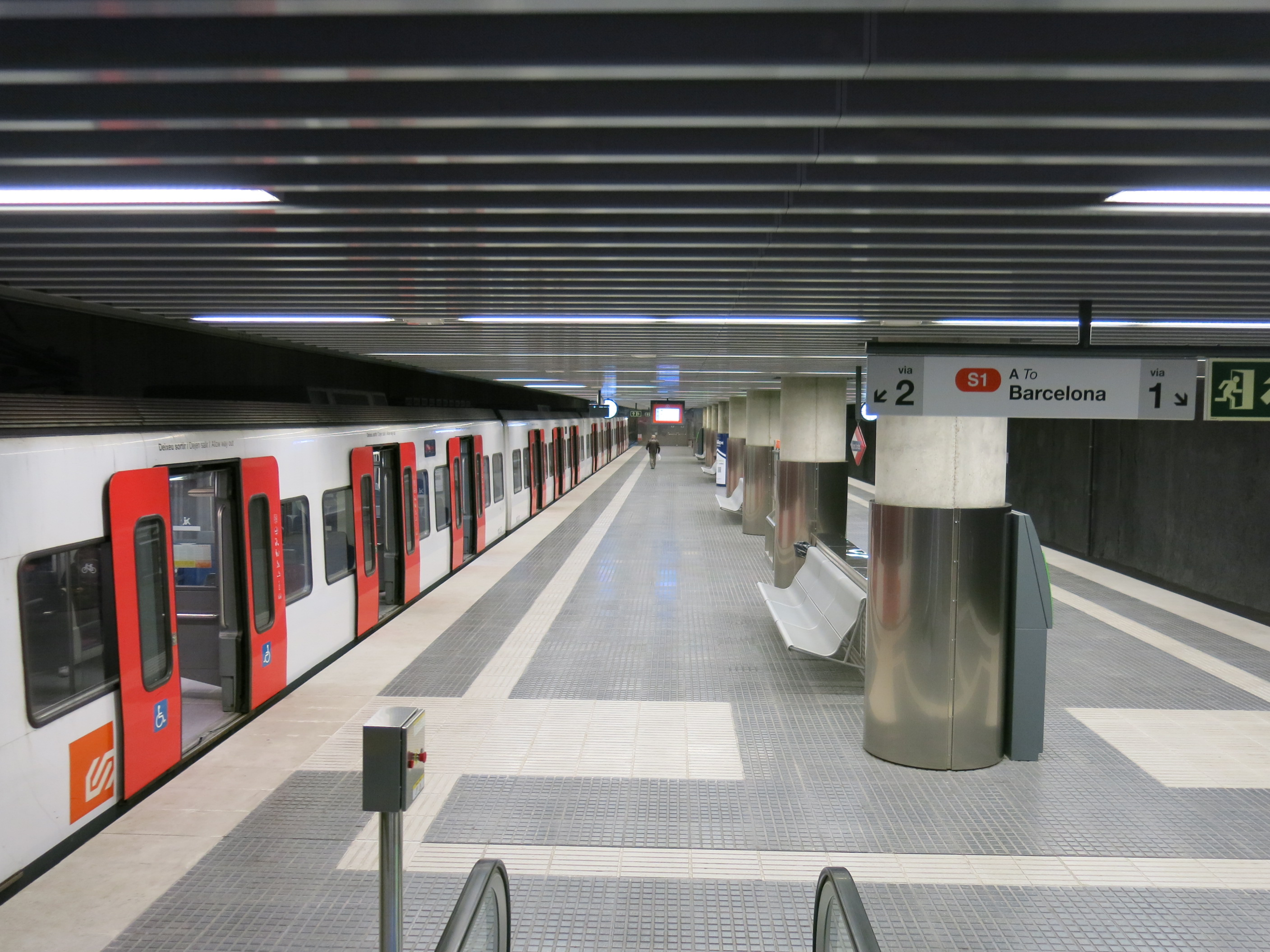
S1 dirección Barcelona
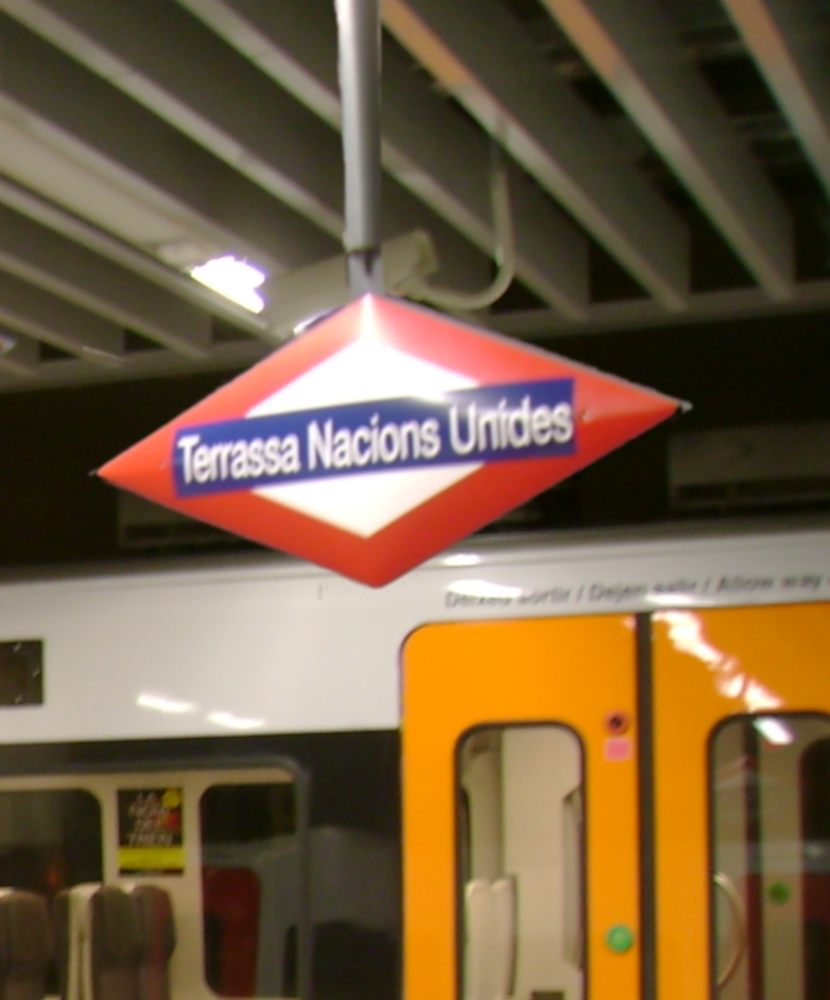
Panel con el nombre de la estación